# Полётно-информационное обслуживание
Полётно-информационное обслуживание (FIS - flight information service) - это обслуживание, целью которого является предоставление консультаций и информации для обеспечения безопасности и эффективности полётов. Все полёты по запросам  в воздушном пространстве G обеспечиваются FIS.

## Аэронавигационная информация
В каждой стране существуют государственные службы аэронавигационной информации (САИ), которые предоставляют аэронавигационную информацию как для внутригосударственного использования и глобального использования.
Аэронавигационная информация, как правило, публикуется согласно циклам AIRAC. В случае кардинальных изменений в структуре воздушного пространства, или изменениях которые влияют на безопасность выполнения полётов и требуют срочного оповещения пользователей, могут публиковаться вне циклов AIRAC.